# Смоленский 25-й пехотный полк

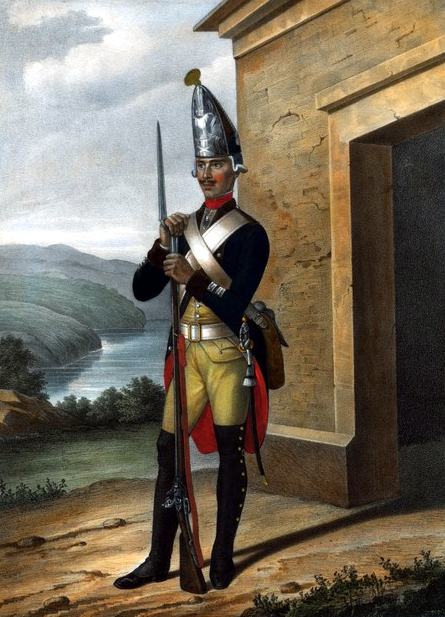
Гренадер Смоленского мушкетёрского полка. 1797—1801 гг.

25-й пехотный Смоленский полк — пехотная воинская часть Русской императорской армии. С 1829 г. входил в состав 7-й пехотной дивизии.
- Старшинство — 25 июня 1700 г.
- Полковой праздник — 1 октября.

## Места дислокации
1820 — м. Смела Черкасского уезда. Второй батальон полка на поселении в Могилёвской губернии.

## История полка
- 25 июня 1700 — Сформирован в Москве Преображенской комиссией из даточных людей как солдатский Ильи Бильса.
- 1700—1721 — Участвовал в Северной войне.
- 1700 — Участвовал в сражении под Нарвой.
- 1703—1705 — В составе корпуса П. М. Апраксина участвовал в 3-м и 4-м шведских походах.
- 1704 — Участвовал во взятии Нарвы.
- 1706 — Переведён в Поволжье. Участвовал в подавлении Астраханского восстания, нёс гарнизонную службу в Воронеже.
- 1708 — Полк разбит отрядом повстанцев Никиты Голого.
- 1708 — Смоленский солдатский полк.
- 1709 — Действовал под Ревелем (Колывань).
- 27 июля 1709 — Участвовал в Полтавской битве.
- 1710 — Нёс гарнизонную службу в Риге.
- 1713—1718 — Действовал в Померании.
- 16 февраля 1727 — 4-й Московский полк.
- 13 ноября 1727 — Смоленский пехотный полк.
- 1756—1763 — Участвовал в Семилетней войне.
- 1758 — Участвовал в сражениях при Кёнигсберге, Кюстрине и Цорндорфе.
- 25 апреля 1762 — Пехотный генерал-майора Фулертона полк.
- 5 июля 1762 — Смоленский пехотный полк.
- 1768—1774 — Участвовал в русско-турецкой войне, в сражениях при Журже, Ларге и Кагуле, в осаде крепости Браилов.
- 1787—1791 — Участвовал в русско-турецкой войне, в сражениях при Максимине, Фокшанах, Рымнике и Мачине. Пожалован гренадерским походом за отличие при Рымнике.
- 29 ноября 1796 — Мушкетёрский генерал-майора Фулертона полк.
- 31 октября 1798 — Мушкетёрский генерал-лейтенанта Повало-Швейковского 1-го полк.
- 1799 — Участвовал в Итальянском и Швейцарском походах, в сражениях у По, Треббии, Турина, Нови, Сен-Готарда. В бою за Гларус шефская рота полка под командованием поручика Н. Озерова захватила французское знамя, за что полк третьим в истории русской армии получил высшую военную награду — Георгиевские знамёна с надписью: «За взятие французских знамён на горах Альпийских в 1799 году».
- 10 сентября 1800 — Мушкетёрский генерал-лейтенанта Бороздина 1-го полк.
- 6 октября 1800 — Мушкетёрский генерал-майора Репнинского полк.
- 31 марта 1801 — Смоленский мушкетёрский полк.
- 24 октября 1805 — В составе отряда Милорадовича отличился в арьергардном бою с гренадерами Удино у Амштеттена.
- 29 октября 1805 — Отличился в арьергардном бою у деревни Штейн.
- 20 ноября 1805 — Участвовал в битве под Аустерлицем.
- 1809—1810 — Участвовал в русско-турецкой войне, в сражениях у крепости Браилов, Базарджика и Шумлы.
- 22 февраля 1811 — Смоленский пехотный полк.
- 1812 — Участвовал в Отечественной войне.

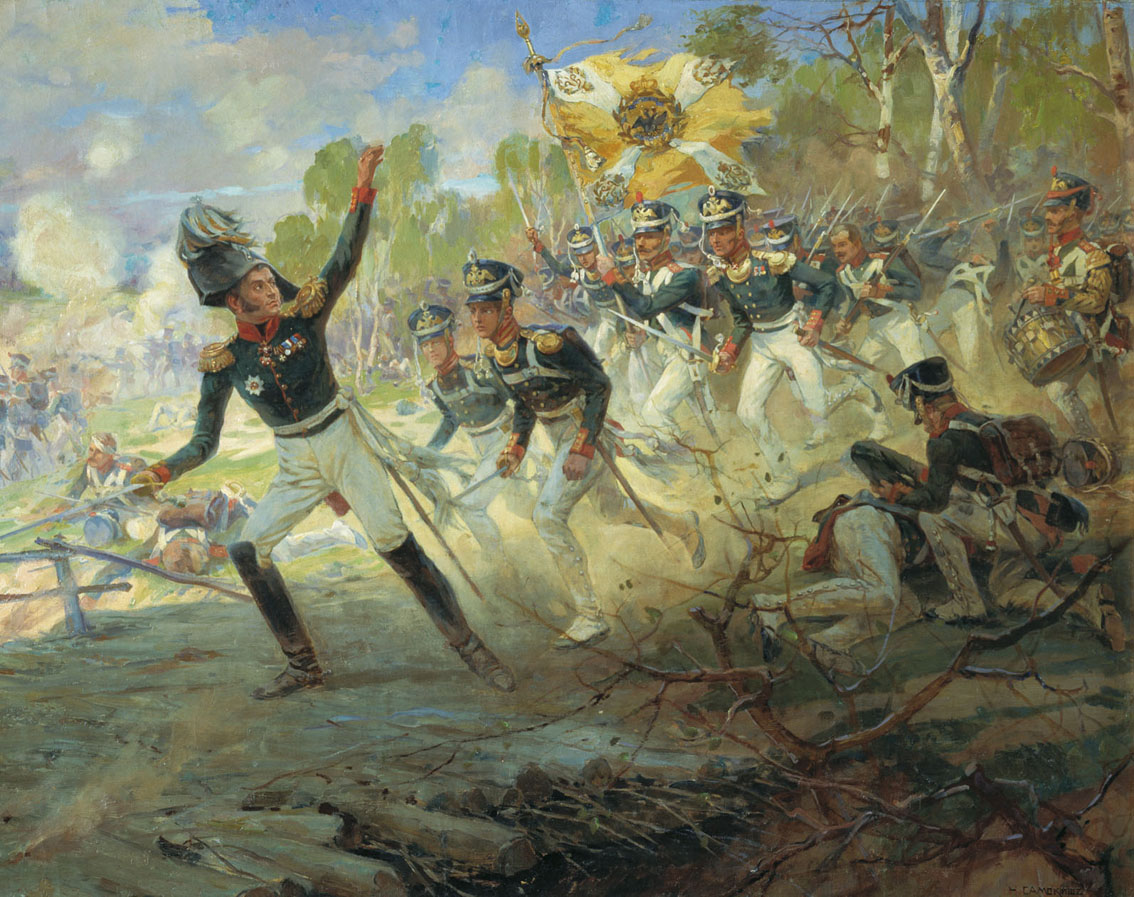
Бой под Салтановкой

- 11 июля 1812 года — Участвовал в сражении под Салтановкой в составе корпуса генерала Н. Н. Раевского.

... Я же, считая сию минуту решительной, став со всеми мне принадлежащими офицерами в первых рядах колонны, составленной из Смоленского пехотного полка, пошёл к плотине; сей полк, отвечая всегдашней его славе, шёл без выстрела с примкнутыми штыками, несмотря на сильный неприятельский огонь, с неимоверною храбростью... я сам свидетель, как многие штаб-, обер- и унтер-офицеры, получа по две раны, перевязав оные, возвращались в сражение, как на пир.
- 4-5 августа 1812 — Участвовал в обороне Смоленска.
- 25 августа 1812 — Участвовал в Бородинском сражении, прикрывал батарею Раевского.
- 12 октября 1812 — В сражении под Малоярославцем отличился в атаке на наступающую колонну французов.
- 1813—1814 — Участвовал в европейских походах, отличился в сражениях под Лейпцигом и при Краоне.
- 19 марта 1826 — Пехотный генерал-фельдмаршала герцога Веллингтона полк.
- 1828—1829 — Участвовал в русско-турецкой войне, отличился при осаде Варны.
- 23 марта — 27 сентября 1831 — Участие в подавлении польского восстания.
- 28 января 1833 — Присоединён Курский пехотный полк, составивший 3-й, 4-й и 6-й резервный батальоны полка.
- 1849 — полк участвовал в Венгерском походе.
- 17 сентября 1852 — Смоленский пехотный полк.
- 1853—1856 — Участвовал в Крымской войне.
- 11 марта 1854 — Отличился при переправе через Дунай. Во второй раз удостоен высшей награды — на Георгиевские знамёна добавлена надпись: «За переправу через Дунай 11 марта 1854 года». Отличились 3-й и 4-й батальоны. 4-й батальон пожалован Георгиевским знаменем.
- 1855 — Участвовал в обороне Севастополя на северной стороне города.
- 4 августа 1855 — Участвовал в сражении у Чёрной речки.
- 27 августа 1855 — Участвовал в отражении штурма англо-французских войск.
- 14 декабря 1861 — Смоленский пехотный генерал-адъютанта графа Адлерберга 1-го полк.
- 5 (17) февраля 1863 года — Участвовал в сражение за Мехув во время польского восстания.

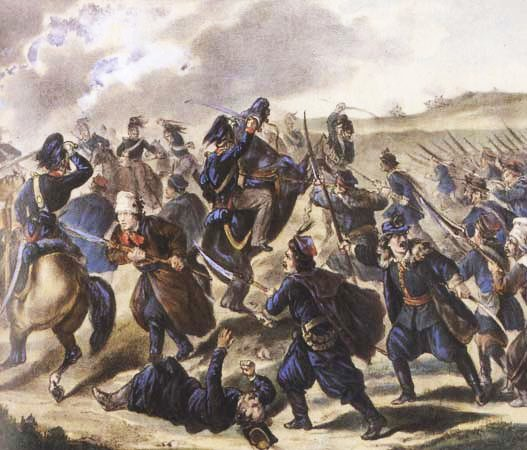
Бой между русской армией и отрядом польских повстанцев

- 25 марта 1864 — 25-й пехотный Смоленский генерал-адъютанта графа Адлерберга 1-го полк.
- 10 марта 1884 — 25-й пехотный Смоленский полк.
- 26 августа 1912 — 25-й пехотный Смоленский генерала Раевского полк.
- 1914—1918 — Участвовал в Первой мировой войне в составе 7-й пехотной дивизии V армейского корпуса 5-й армии Северо-Западного фронта (с июля 1916 года в составе 11-й армии Юго-Западного фронта).
- 1917 — Войсковой комитет полка принял сторону большевиков.
- Июнь 1918 — Расформирован в Воронеже.
- 2-6 октября 1919 — Полк восстановлен из добровольцев в Воронеже в составе Вооружённых Сил Юга России командиром караульной роты полковником В. В. Новиковым. С 4 сентября 1920 г. входил в состав 2-й бригады 6-й пехотной дивизии.

## Шефы полка
- 25.04.1762 — 05.07.1762 — генерал-майор Фулертон, Роман
- 03.12.1796 — 10.09.1800 — генерал-майор (с 06.02.1798 генерал-лейтенант, с 27.09.1799 генерал от инфантерии) Повало-Швейковский, Яков Иванович
- 10.09.1800 — 06.10.1800 — генерал-лейтенант Бороздин, Михаил Михайлович
- 06.10.1800 — 07.04.1801 — генерал-майор Репнинский, Сергей Яковлевич
- 07.04.1801 — 01.09.1814 — генерал-майор Колюбакин, Пётр Михайлович
- 19.03.1826 — 17.09.1852 — генерал-фельдмаршал герцог Веллингтон
- 14.12.1861 — 10.03.1884 — генерал-адъютант граф Адлерберг, Владимир Фёдорович

## Командиры полка
(Командующий в дореволюционной терминологии означал временно исполняющего обязанности начальника или командира).
- до 1764 — хх.хх.1769 — полковник (с 22.09.1768 бригадир Римский-Корсаков, Александр Васильевич
- 01.01.1770 — хх.хх.хххх — полковник (затем бригадир) князь Мачабели (Мачебелов), Давыд Егорович
- хх.хх.хххх — хх.хх.1788 — бригадир князь Долгоруков, Алексей Николаевич
- 04.04.1789 — хх.хх.1795 — полковник (с 02.09.1793 бригадир) Владычин, Иван Кириллович
- 02.05.1795 — 09.07.1798 — полковник Елчин, Михей Лаврентьевич
- 09.07.1798 — 16.02.1800 — подполковник (с 31.10.1798 полковник) Касаговский, Григорий Дмитриевич
- 27.04.1800 — 05.12.1802 — полковник Алексеев, Василий Иванович
- 14.05.1803 — 25.12.1806 — подполковник (с 14.09.1803 полковник) барон фон дер Остен-Сакен, Леонтий Христофорович
- 24.04.1807 — 13.10.1809 — подполковник Владычин, Дмитрий Семёнович
- 01.01.1810 — 11.07.1812 — подполковник (с 30.08.1811 полковник) Рылеев, Михаил Николаевич
- 31.10.1812 — 24.01.1816 — майор (с 28.04.1813 подполковник, с 02.01.1816 полковник) Ренненкампф, Астафий Астафиевич
- 18.06.1816 — 09.02.1817 — полковник Тизенгаузен, Василий Карлович
- 09.02.1817 — 24.10.1819 — полковник Арсеньев, Николай Васильевич
- 24.10.1819 — 19.03.1826 — полковник Таптыков, Пётр Николаевич
- 19.03.1826 — 22.07.1828 — полковник Ралль, Фёдор Фёдорович
- 18.10.1828 — 20.09.1829 — флигель-адъютант полковник Альбрехт, Пётр Иванович
- 26.01.1830 — 31.10.1830 — командующий подполковник фон Горстен
- 31.10.1830 — 02.04.1833 — подполковник (с 13.04.1832 полковник) Вендорф, Михаил Михайлович
- 02.04.1833 — 12.08.1833 — полковник Розлач, Даниил Степанович
- 12.08.1833 — 23.09.1833[4] — полковник Языков, Сергей Петрович
- 23.09.1833 — 18.10.1833 — командующий подполковник Волосатов, Иван Павлович
- 18.10.1833 — 11.02.1834 — командующий подполковник Грибский
- 13.03.1834 — 29.10.1837[5] — подполковник (с 22.04.1834 полковник) Моллер, Фёдор Иванович
- 19.01.1838 — 31.03.1838 — полковник барон Бойе, Отто Венедиктович
- 09.04.1838 — 19.05.1843 — полковник Заворотный, Иван Яковлевич
- 19.05.1843 — 28.01.1849 — полковник (с 06.12.1847 генерал-майор) Попов, Александр Иванович
- 28.01.1849 — 12.11.1855[6] — полковник (с 08.09.1855 генерал-майор) Игнатьев, Пётр Степанович
  - хх.хх.1855 — хх.10.1855 — полковник князь Эристов, Николай Дмитриевич (временно?)
- 09.11.1855 — 09.06.1857 — флигель-адъютант полковник Ден, Владимир Иванович
- 09.06.1857 — 18.09.1859 — полковник Реми, Вильгельм Гавриилович
- 18.09.1859 — 02.03.1860 — полковник Епифанов, Дмитрий Николаевич
- 02.03.1860 — 22.03.1863 — полковник Ченгеры (Ченгери), Ксаверий (Онуфрий) Осипович
  - 1863 — полковник Сухонин, Михаил Петрович (временно?)
- 31.03.1863 — 30.08.1866 — полковник Шульман, Александр Карлович
- 07.09.1866 — 28.03.1871 — полковник фон Ольдерроге, Александр Карлович
- 02.04.1871 — 10.06.1871 — полковник Левашев, Фёдор Никитич
- 10.06.1871 — 08.12.1877 — полковник Проценко, Пётр Петрович
- 08.12.1877 — 07.01.1878[7] — полковник Корольков, Николай Иванович
- 07.01.1878 — 02.11.1888 — полковник Галахов, Гавриил Аристархович
- 16.11.1888 — 28.12.1891 — полковник Носович, Леонид Львович
- 08.01.1892 — 14.10.1893 — полковник Шенебеер, Александр Карлович
- 22.11.1893 — 14.01.1898 — полковник Кокин, Леонид Андреевич
- 04.02.1898 — 06.03.1900 — полковник Булычёв, Иван Львович
- 14.04.1900 — 27.11.1904 — полковник Есимантовский, Василий Фёдорович
- 26.01.1905 — 10.05.1908 — полковник Сервианов, Владимир Павлович
- 23.05.1908 — 03.06.1910 — полковник Пассовер, Антон Петрович
- 03.06.1910 — 12.06.1912 — полковник Ратко, Василий Александрович
- 12.06.1912 — 28.05.1915 — полковник Дмитревский, Пётр Иванович
- 05.06.1915 — 17.03.1917 — полковник (с 15.03.1917 генерал-майор) Сокира-Яхонтов, Виктор Николаевич
- 07.05.1917 — 11.08.1917 — полковник Кривошеин, Алексей Павлович
- 11.08.1917 — после 20.10.1917 — полковник Кочкин, Борис Петрович

## Знаки отличия
1. Полковое знамя Георгиевское с надписями: «За взятие Французских знамён на горах Альпийских в 1799 году и за переправу через Дунай 11 Марта 1854 года» и «1700-1900». С Александровской юбилейной лентой. Высочайший приказ от 25.06.1900 г.
2. Поход за военное отличие. Пожалован 26.09.1799 г. за отличие в Итальянском походе 1799 г.
3. Серебряные трубы без надписей. Пожалованы 06.04.1830 г. за отличие при Варне в русско-турецкую войну 1828-29 гг.

## Известные люди, служившие в полку
- Будберг, Андрей Яковлевич — барон, генерал от инфантерии, член Государственного Совета.
- Дорохов, Иван Семёнович — генерал-лейтенант, участник Отечественной войны 1812 года.
- Карпинский, Дмитрий Александрович — Последний командир 71-го пехотного Белёвского полка.
- Клушин, Александр Иванович — литератор, основоположник русского сентиментализма.
- Кутузов, Михаил Илларионович — светлейший князь, генерал-фельдмаршал.
- Кучевский, Мартын Альбертович — русский генерал, участник Крымской войны.
- Максутов, Владимир Петрович, князь — военный историк, полковник.
- Мирович, Василий Яковлевич — виновник «шлиссельбургской нелепы».
- Паскевич, Иван Фёдорович — генерал-фельдмаршал.
- Эссен, Иван Николаевич — генерал-лейтенант.